# زن شرقی
زن شرقی فیلمی به کارگردانی رامبد لطفی و نویسندگی باقر حبیب پیران ساختهٔ سال ۱۳۷۶ است.

## خلاصه داستان
حمید، فوتبالیست مشهوری که قرار است برای مذاکره به آلمان برود، با دوست صمیمی اش محمود به کوه می‌رود؛ ولی از بالای کوه به پایین پرتاب می‌شود و پاهایش به شدت آسیب می‌بیند. از آن پس رابطه عاشقانه حمید با همسرش زهره شدیداً به سردی می‌گراید و حمید که آینده درخشانش را نابود شده می‌بیند، خانه‌نشین می‌شود و با رفتار عصبی اش مدام زهره را از خود می‌راند. به تدریج رفتار حمید غیرقابل تحمل می‌شود و زهره را متهم به رابطه با محمود می‌کند. زهره که عصبی شده، به خانه مادرش پناه می‌برد و سعی می‌کند با حوصله بیشتری به زندگی با حمید ادامه بدهد؛ اما حمید که نامه تخیلی زهره در ایام کودکی را به دوست پدرش دیده است، بار دیگر به رابطه او با محمود می‌اندیشد و حتی از وی می‌خواهد در صورت تمایل از او جدا شود. زهره که از حرف‌های بدبینانه و پیشنهاد تازه حمید به ستوه آمده، خانه را ترک می‌کند و جستجوی مادر زهره، حمید و محمود نیز برای یافتن او به نتیجه‌ای نمی‌رسد. سرانجام زهره به خانه برمی گردد و خبر باردارشدنش را به حمید می‌دهد تا افق تازه‌ای در برابر خانواده گشوده شود.

## بازیگران
- مینا لاکانی
- حسن جوهرچی
- امین زندگانی
- فهیمه راستکار
- مریلا زارعی
- رضا میرمعنوی
- مجید نوری
- مقصود حسنی
- سیدمحمود آفریدون
- مریم مسلمی
- بهروز صلواتی
- امیر فرزاد
- عسل حجتی
- کتایون امیرفلاح